# سيد وليامز
سيد وليامز (بالإنجليزية: Sid Williams)‏ (21 ديسمبر 1919 ببرستل في المملكة المتحدة - 1 يونيو 2003 في المملكة المتحدة) هو لاعب كرة قدم بريطاني (وحمل سابقاً جنسية المملكة المتحدة لبريطانيا العظمى وأيرلندا) في مركز جناح ‏. لعب مع نادي بريستول سيتي.